# ФК Младост Нови Сад
ФК Младост Нови Сад (или, из спонзорских разлога, ФК Младост ГАТ) српски је фудбалски клуб из Новог Сада. Основан је 1972. године. Тренутно се повукао из такмичења у Првој лиги Србије, другом нивоу такмичења у српском фудбалу.
Стадион овог фудбалског клуба се налази у западном делу града, на Сателиту и Новом насељу.

## Историја
Све до сезоне 2018/19. фудбалски клуб Младост наступао је у нижим ранговима југословенског и српског фудбала и бележио скромне резултате, а томе сведочи само једно освојено прво место у шестом рангу ("Градска лига Новог Сада"). У дотадашњој историји клуб са Сателита (део Новог Сада) најдаље је долазио до петог фудбалског ранга.
Споменуте сезоне (2018/19) креће вртоглави успон клуба након што је освојено прво место у петом рангу српског фудбала Новосадској лиги, а већ наредне и трон четвртог степена Војвођанске лиге Југ. У дебитантској сезони у Српској лиги Војводина такође је освојено убедљиво прво место, 17 бодова више од другопласираног ОФК Вршца.
Након освајања првог места у Српској лиги Војводина у сезони 2020/21, фудбалери новосадске Младости изборили су пласман у бараж такмичење за попуну Прве лиге Србије где им је противник био првак Српске лиге Београд, земунски Телеоптик. Прва утакмица баража одиграна је 12. јуна у Новом Саду и завршена је нерешеним резултатом 1:1 (0:0), док је реванш меч, одигран четири дана касније у Земуну припао Новосађанима 1:2 (0:1) који су са овом победом постали нови члан Прве лиге Србије. У сезони 2021/22, Младост је као дебитант заузела прво место у Првој лиги Србије и тако је по први пут у клупској историји изборен пласман у највиши ранг српског фудбала, Суперлигу Србије.
У сезони 2022/23, Младост је заузела последње место у Суперлиги Србије и тако се након годину дана вратила у нижи ранг такмичења, Прву лигу Србије.

## Новији резултати
| Сезона   | Ранг | Лига                  | Позиција | ИГ  | Д  | Н  | П  | ГД | ГП | ГР  | Бод | Куп                  |
| -------- | ---- | --------------------- | -------- | --- | -- | -- | -- | -- | -- | --- | --- | -------------------- |
| 2017/18. | 5    | Новосадска лига       | 5.       | 34  | 16 | 7  | 11 | 62 | 40 | +22 | 55  | Није се квалификовао |
| 2018/19. | 5    | Новосадска лига       | 1.       | 28  | 20 | 7  | 1  | 78 | 27 | +51 | 67  | Није се квалификовао |
| 2019/20. | 4    | Војвођанска лига Југ  | 1.       | 171 | 12 | 3  | 2  | 43 | 12 | +31 | 39  | Није се квалификовао |
| 2020/21. | 3    | Српска лига Војводина | 1.2      | 38  | 30 | 4  | 4  | 97 | 28 | +69 | 94  | Није се квалификовао |
| 2021/22. | 2    | Прва лига Србије      | 1.       | 37  | 21 | 9  | 7  | 48 | 24 | +24 | 72  | Није се квалификовао |
| 2022/23. | 1    | Суперлига Србије      | 16.      | 37  | 6  | 12 | 19 | 25 | 49 | -24 | 30  | Осмина финала        |
| 2023/24. | 2    | Прва лига Србије      | 11.      | 37  | 11 | 13 | 13 | 35 | 38 | -3  | 46  | Осмина финала        |
| 2024/25. | 2    | Прва лига Србије      | 3.       | 37  | 17 | 14 | 6  | 43 | 31 | +12 | 65  | Шеснаестина финала   |

- 1  Сезона прекинута након одиграних 17 кола због пандемије ковида 19.
- 2  Били су бољи у баражу за Прву лигу Србије од Телеоптика. У Новом Саду је било 1:1, а у Земуну 2:1 за Младост

## Успеси
- Прва лига Србије (други ранг)
Освајач (1): 2021/22.
- Српска лига Војводина (трећи ранг)
Освајач (1): 2020/21.
- Војвођанска лига Југ (четврти ранг)
Освајач (1): 2019/20.
- Новосадска лига (пети ранг)
Освајач (1): 2018/19.
- Градска лига Новог Сада (шести ранг)
Освајач (1): 2012/13.
Другопласиран (2): 2010/11, 2011/12.

## Галерија
- Графит на Сателиту - Српски којоти, навијачи фудбалског клуба Младост
- Мапа Новог Насеља и Сателита на којој се види локација игралишта фудбалског клуба Младост